# Журавлёвское муниципальное образование
Журавлёвское муниципальное образование — сельское поселение в Краснокутском районе Саратовской области. Административный центр — село Журавлёвка.

## Население
{{Население|Журавлёвское муниципальное образование

## Состав сельского поселения
| № | Населённый пункт | Тип населённого пункта       | Население |
| - | ---------------- | ---------------------------- | --------- |
| 1 | Балтийка         | село                         | ↗172      |
| 2 | Владимировка     | село                         | ↗331      |
| 3 | Журавлёвка       | село, административный центр | ↘286      |
| 4 | Ямское           | посёлок                      | ↗638      |